# Frantzia tacaco
Frantzia tacaco är en gurkväxtart som först beskrevs av Henri François Pittier, och fick sitt nu gällande namn av R.P. Wunderlin. Frantzia tacaco ingår i släktet Frantzia och familjen gurkväxter. Inga underarter finns listade i Catalogue of Life.